# Saison 2022-2023 du Valenciennes FC
Maillots
Chronologie
Saison précédente Saison suivante
Après une seizième place obtenue l'année précédente, la saison 2022-2023 du Valenciennes FC est la neuvième consécutive en Ligue 2.

## Compétitions

### Ligue 2

#### Classement
| Rang | Équipe            | Pts | J  | G  | N  | P  | Bp | Bc | Diff | Promotion ou relégation |
| ---- | ----------------- | --- | -- | -- | -- | -- | -- | -- | ---- | ----------------------- |
| 14   | Rodez AF          | 46  | 38 | 11 | 13 | 14 | 39 | 44 | −5   |                         |
| 15   | Stade lavallois P | 46  | 38 | 14 | 4  | 20 | 44 | 56 | −12  |                         |
| 16   | Valenciennes FC   | 45  | 38 | 10 | 15 | 13 | 42 | 49 | −7   |                         |
| 17   | FC Annecy P       | 45  | 38 | 11 | 12 | 15 | 39 | 51 | −12  |                         |
| 18   | Dijon FCO         | 42  | 38 | 10 | 12 | 16 | 38 | 43 | −5   | Relégation en National  |

#### Évolution du classement et des résultats
| Journée  | 1 | 2 | 3  | 4  | 5  | 6 | 7 | 8 | 9 | 10 | 11 | 12 | 13 | 14 | 15 | 16 | 17 | 18 | 19 | 20 | 21 | 22 | 23 | 24 | 25 | 26 | 27 | 28 | 29 | 30 | 31 | 32 | 33 | 34 | 35 | 36 | 37 | 38 | Journées en tête | Journées promouvables | Journées relégables |
| -------- | - | - | -- | -- | -- | - | - | - | - | -- | -- | -- | -- | -- | -- | -- | -- | -- | -- | -- | -- | -- | -- | -- | -- | -- | -- | -- | -- | -- | -- | -- | -- | -- | -- | -- | -- | -- | ---------------- | --------------------- | ------------------- |
| Rang     | 8 | 6 | 11 | 12 | 14 | 9 | 6 | 7 | 7 | 6  | 5  | 5  | 6  | 5  | 6  | 5  | 9  | 10 | 11 | 12 | 15 | 10 | 12 | 13 | 13 | 12 | 12 | 14 | 14 | 16 | 16 | 15 | 15 | 15 | 17 | 14 | 13 | 16 | —                | —                     | 1                   |
| Résultat | N | G | D  | N  | N  | G | G | N | D | G  | G  | G  | D  | N  | D  | N  | D  | N  | D  | N  | D  | G  | D  | N  | N  | N  | N  | D  | D  | D  | N  | G  | D  | N  | N  | G  | G  | D  | —                | —                     | —                   |

## Joueurs et encadrement technique

### Encadrement technique
Arrivé au cours de la saison passée, Christophe Delmotte décide de quitter son poste d'entraîneur de l'équipe première pour retrouver sa place au centre de formation.
Le 3 juin 2022, Nicolas Rabuel, ancien entraîneur des U19 et de la réserve, est à la tête de l'équipe première jusqu'en juin 2024. Il avait déjà occupé ce poste de façon intérimaire en 2016 et 2017.
Le 20 juin 2022, Sébastien Tambouret rejoint le staff valenciennois en qualité d'adjoint de Rabuel. Le 26 juillet 2022, le club officialise l'arrivée d'Orlando Silvestri également dans le rôle d'adjoint.
Le 13 avril 2023, Rabuel est mis à l'écart de la tête de l'équipe première et est remplacé par Ahmed Kantari.

### Statistiques individuelles

#### Classement des buteurs
Ce tableau regroupe l'ensemble des buteurs du VAFC en Ligue 2.
| Pl. | Buteurs          | Buts |
| --- | ---------------- | ---- |
| 1   | Adrian Grbić     | 9    |
| 2   | Mohamed Kaba     | 5    |
| 3   | Aymen Boutoutaou | 4    |
| 3   | Joffrey Cuffaut  | 4    |
| 5   | Ugo Bonnet       | 3    |
| 5   | Noah Diliberto   | 3    |
| 5   | Ilyes Hamache    | 3    |
| 8   | Jason Berthomier | 2    |
| 8   | Jonathan Buatu   | 2    |
| 8   | Marius Noubissi  | 2    |
| 11  | Floyd Ayité      | 1    |
| 11  | Mathieu Debuchy  | 1    |
| 11  | Allan Linguet    | 1    |
| 11  | Mathis Picouleau | 1    |
| 11  | Aeron Zinga      | 1    |

#### Classement des passeurs décisifs
Ce tableau regroupe l'ensemble des passeurs du VAFC en Ligue 2.
| Pl. | Passeurs          | Passes |
| --- | ----------------- | ------ |
| 1   | Quentin Lecoeuche | 4      |
| 2   | Aymen Boutoutaou  | 3      |
| 3   | Noah Diliberto    | 2      |
| 3   | Yacine Haouari    | 2      |
| 5   | Joffrey Cuffaut   | 1      |
| 5   | Salim Ben Seghir  | 1      |
| 5   | Ugo Bonnet        | 1      |
| 5   | Sofiane Boudraa   | 1      |
| 5   | Mohamed Kaba      | 1      |
| 5   | Mathis Picouleau  | 1      |
| 5   | Aeron Zinga       | 1      |

### Récompenses et distinctions
Le club fait voter ses supporters pour désigner un joueur du mois parmi l'effectif du VAFC.
| Mois     | Vainqueurs         |
| -------- | ------------------ |
| Août     | Gautier Larsonneur |
| Octobre  | Joffrey Cuffaut    |
| Novembre | Joffrey Cuffaut    |
| Janvier  | Aymen Boutoutaou   |
| Février  | Mohamed Kaba       |
| Mars     | Aymen Boutoutaou   |
| Avril    | Julien Masson      |